# Todo cambia (canción)
«Todo cambia» es una canción compuesta por el cantautor chileno Julio Numhauser, en Suecia en 1982, durante su exilio. La canción fue grabada posteriormente como cover por Mercedes Sosa en 1984, versión con la cual se popularizó la pieza.

## Historia de la canción
Julio Numhauser fue uno de los fundadores de la agrupación de canto nuevo Quilapayún. En 1973, tras el golpe militar de Augusto Pinochet a Salvador Allende y el comienzo de la dictadura pinochetista, Numhauser se exilia en Europa, estableciéndose en Suecia en 1975. En 1982 compuso y grabó «Todo cambia», junto al grupo Somos, dentro de un disco que no se lanzó al mercado oficialmente, pero que circuló en Chile de manera informal.
En 1984, Mercedes Sosa graba la canción como quinta pista de su álbum ¿Será posible el sur?, el cual fue editado por la discográfica Philips, y al ser lanzado se convierte rápidamente en un gran éxito y en un tema fijo en el repertorio de cada recital que diera la cantante. A partir de entonces "Todo cambia" se convierte en un clásico indiscutido, tanto de la carrera de Mercedes Sosa como de la música popular argentina y sudamericana.
Dos años después, en 1986, Guadalupe Pineda lanzó un LP titulado Todo cambia, donde interpretaba una versión de la canción de Numhauser en la primera pista; dicho álbum fue editado por NGS y distribuido por Fonovisa Melody. También en 1986, la agrupación colombiana Grupo Suramérica publicó una versión en un LP titulado como la canción, bajo el sello discográfico Famoso.

## Letra
La letra, dedicada a Chile, habla del cambio de las cosas y las personas a lo largo del tiempo. También se refiere a que aunque todo cambie, el amor por su patria natal, Chile, y al pueblo, no cambiará.

## Versiones
Rosario lanzó el disco Cuéntame en el año 2009, donde incluye «Todo cambia» en la pista 11, penúltima del álbum. Este disco fue editado por Universal.
La agrupación española Celtas Cortos realizó una versión en 2010, en su disco Introversiones, para el sello DRO.
En 2011, la versión de Mercedes Sosa apareció en la película Habemus Papam de Nanni Moretti.
También grabaron una versión de la canción Ana Belén y Víctor Manuel en su álbum Canciones regaladas, de 2015.
Julio Numhauser volvió a publicar una versión en 2016, con su hijo Maciel Numhauser, en su canal de la plataforma de YouTube.
En 2017, Ismael Serrano incluyó una versión de  «Todo cambia» en su álbum Hoy es siempre.
En 2021, La Beriso grabó «Todo cambia» en su álbum de covers El último que apague la luz, con un estilo de rock.

## Posicionamiento en listas
| Lista (1986) | Mejor posición |
| ------------ | -------------- |
| Uruguay (AP) | 6              |